# Paroreomyza
Paroreomyza – rodzaj ptaków z rodziny łuszczakowatych (Fringillidae).

## Występowanie
Rodzaj obejmuje gatunki występujące na Hawajach.

## Morfologia
Długość ciała 11 cm, masa ciała samców 11,4–16,4 g, samic 8,9–15,4 g.

## Systematyka

### Etymologia
Nazwa rodzajowa jest połączeniem greckiego słowa παρ par – „blisko” oraz nazwy rodzaju Oreomyza Stejneger, 1887.

### Gatunek typowy
Himatione maculata Cabanis

### Podział systematyczny
Do rodzaju należą następujące gatunki:
- Paroreomyza maculata (Cabanis, 1851) – hawajka żółtogardła – takson prawdopodobnie wymarły, ostatnia dobrze udokumentowana obserwacja tego ptaka miała miejsce w 1985 roku[7].
- Paroreomyza flammea (Wilson,SB, 1890) – hawajka płomienna – takson wymarły w latach 60. XX wieku[8].
- Paroreomyza montana (Wilson,SB, 1890) – hawajka górska